# يونغ بيرغ
يونغ بيرغ (بالإنجليزية: Hitmaka) هو رابر ومنتج أسطوانات ومغني وملحن أمريكي، ولد في 9 سبتمبر 1986 في شيكاغو في الولايات المتحدة.

## وصلات خارجية
- يونغ بيرغ على موقع ميوزك برينز (الإنجليزية)
- يونغ بيرغ على موقع إن إن دي بي (الإنجليزية)
- يونغ بيرغ على موقع أول ميوزيك (الإنجليزية)
- يونغ بيرغ على موقع ديسكوغز (الإنجليزية)